# Mouçós
Mouçós est une localité de la commune portugaise de Vila Real.

## Galerie

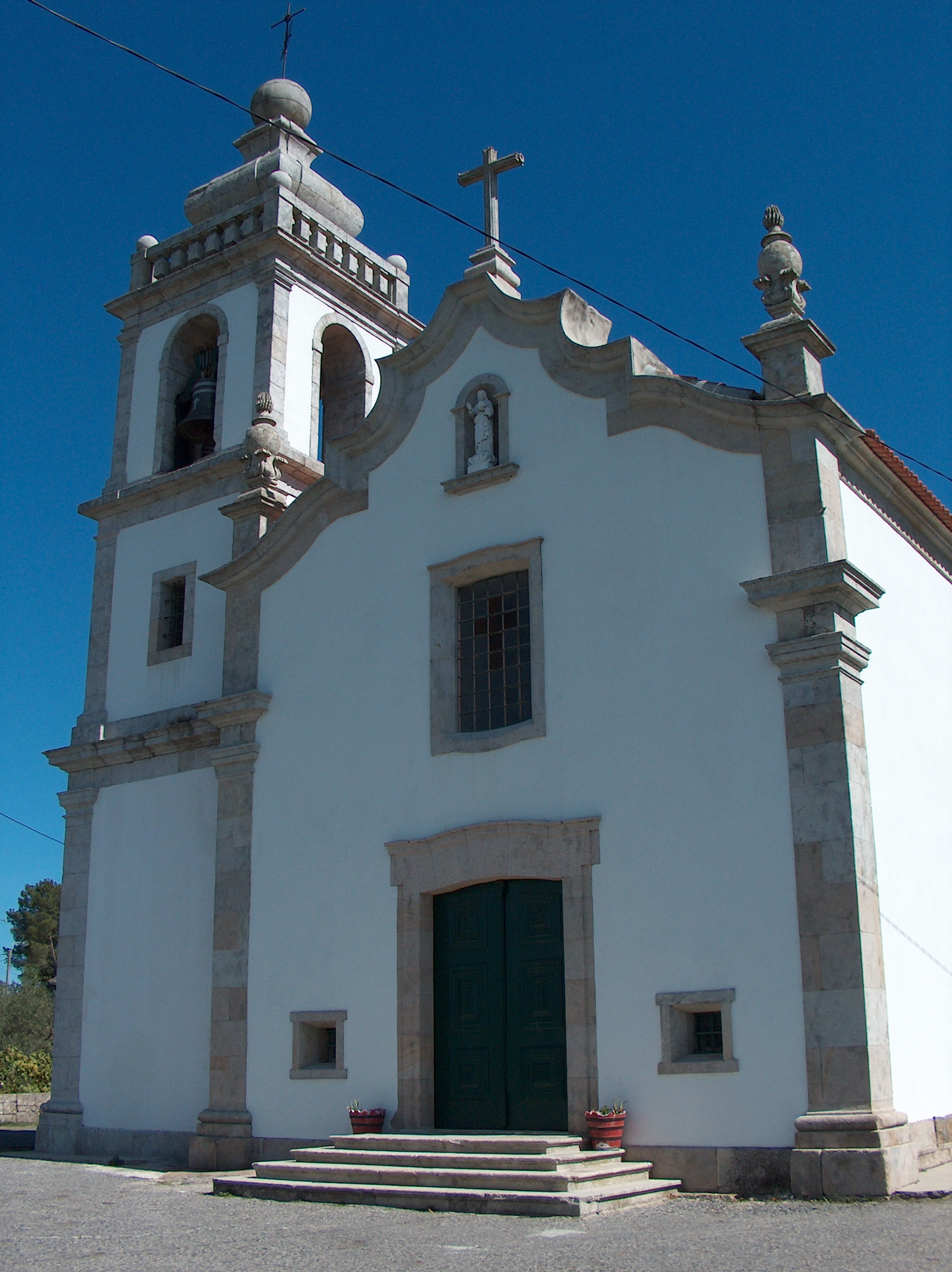
Église paroissiale de Mouçós.
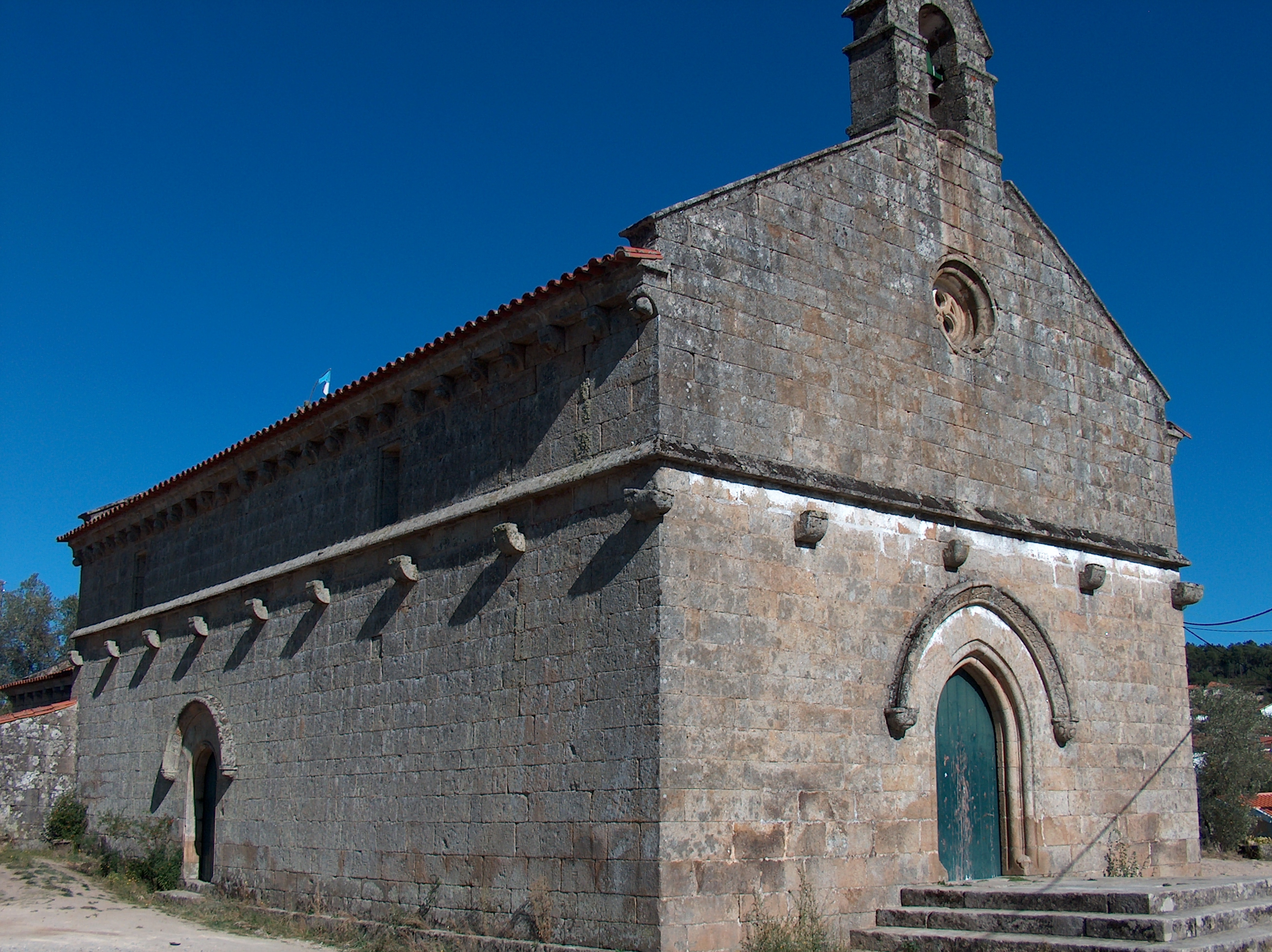
Église de N.ª S.ª de Guadalupe.
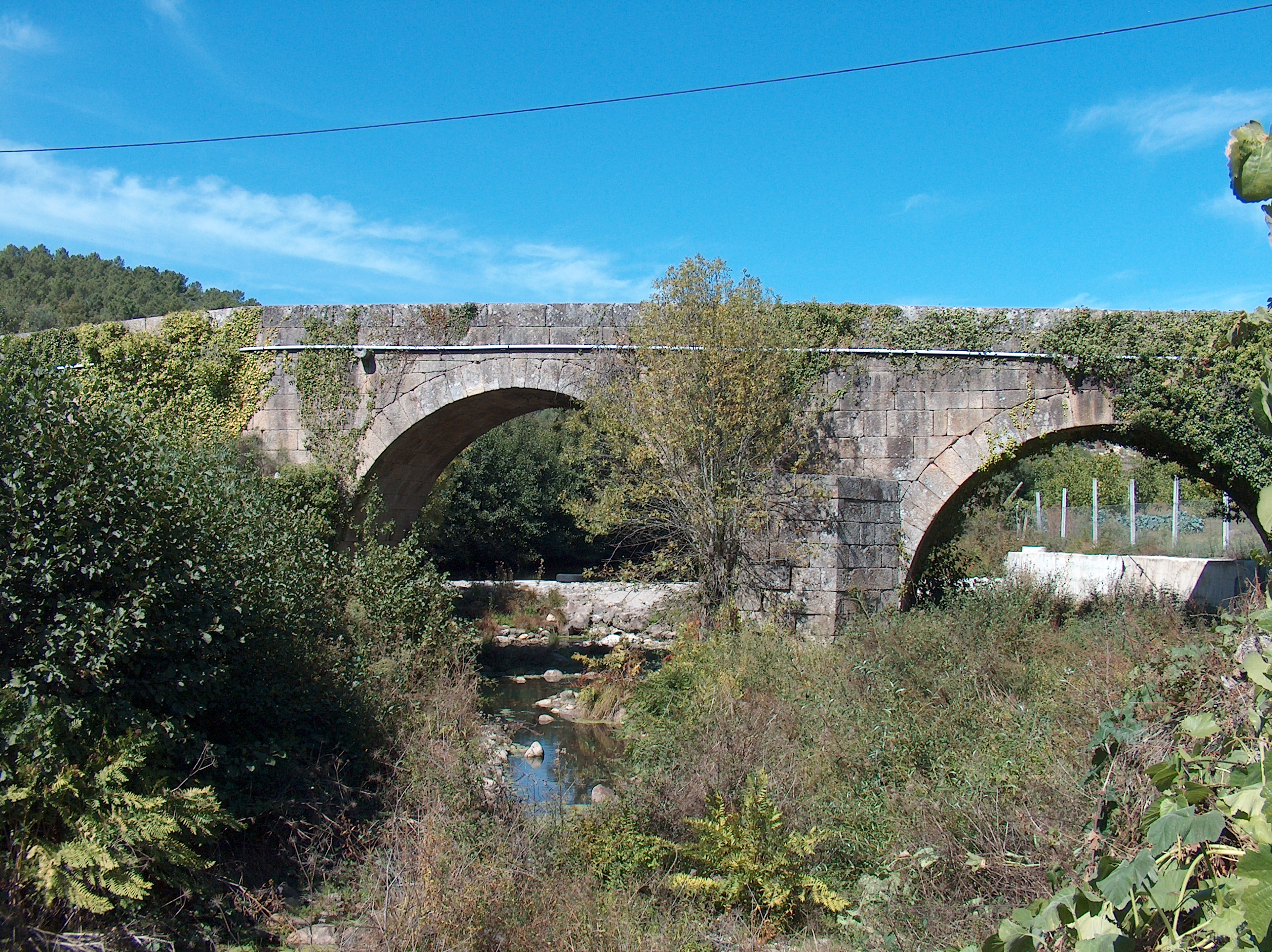
Pont de Piscais.